# Makalata macrura
Makalata macrura es una especie de roedor de la familia Echimyidae.

## Distribución geográfica
Se encuentra en Brasil, con una población en Ecuador que es atribuible tanto a esta especie o al Makalata didelphoides.